# Kevin McKenzie
Kevin McKenzie (Burlington, 29 aprile 1954) è un ex ballerino, direttore artistico e coreografo statunitense.

## Biografia
Ultimo di undici figli, Kevin McKenzie ha studiato danza alla Washington School of Ballet e nel 1972 ha vinto la medaglia d'argento al concorso internazionale di balletto di Varna; dopo la vittoria si è unito al Washington Ballet, con cui ha fatto il suo debutto ne Les Sylphides al Kennedy Center. Dopo due anni con la compagnia nel 1974 si è unito al Joffrey Ballet in veste di primo ballerino. Cinque anni più tardi è stato scritturato dall'American Ballet Theatre (ABT) come solista e nel 1980 è stato promosso ad étoile della compagnia.
Con l'ABT, McKenzie ha danzato tutti i maggiori ruoli maschili del repertorio, tra cui Solor ne La Bayadere, il principe in Cenerentola, Franz in Coppélia, Basilio ed Espada nel Don Chisciotte, Albrecht in Giselle, Romeo e Mercuzio in Romeo e Giulietta, il principe Desiderio ne La bella addormentata, Siegfried ne Il lago dei cigni e James ne La Sylphides. Parallelamente alla carriera da ballerino, durante gli anni ottanta McKenzie ha cominciato a creare coreografie originali, realizzando Groupo Zambaria (1984) e Liszt Études (1991) per il New Amsterdam Ballet, Lucy and the Count (1992) per il Washington Ballet e nuovi allestimenti de Lo schiaccianoci (1993), Don Chisciotte (1994), Il lago dei cigni (2000) e Rajmonda (2004). Dopo l'addio alle scene nel 1991, McKenzie è tornato per un anno al Washington Ballet come direttore associato, mentre nel 1992 è stato nominato direttore artistico dell'ABT.
McKenzie è diventato direttore in un momento difficile per la compagnia, sull'orlo della bancarotta e con oltre cinque milioni di dollari di debito. Nel corso degli anni novanta è riuscito a rivitalizzare l'ABT con le sue nuove versioni de Lo schiaccianoci e Don Chisciotte, riuscendo anche a ridare lustro alla compagnia facendo danzare come ospiti ballerini del calibro di Julio Bocca, Jose Manuel Careno, Vladimir Malakhov, Ethan Stiefel, Alessandra Ferri e Irina Dvorovenko. Se da una parte la presenza di stelle del balletto è riuscita a salvare l'ABT dal tracollo finanziario, dall'altra durante il primo decennio sotto la sua direzione la compagnia non ha quasi più formato nuove leve, rimanendo così a corto di nuovi ballerini. Per risolvere il problema, McKenzie ha stretto un profondo sodalizio con la Jacqueline Kennedy Onassis School, che ha formato molti dei futuri ballerini dell'ABT. Tra i maggiori ballerini affermatisi sotto la direzione artistica di McKenzie si ricordano  Gillian Murphy, David Hallberg, Marcelo Gomes ed Herman Cornejo. Dopo trent'anni come direttore artistico dell'American Ballet Theatre, ha dato il suo addio alla compagnia alla fine del 2022.
È sposato con l'ex prima ballerina Martine van Hamel.